# Елогій

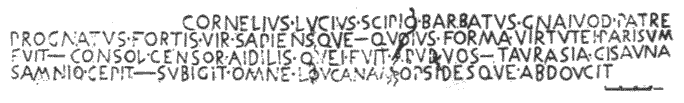
Елогії на саркофазі Луція Корнелія Сципіона Барбата (270 до н. е.)

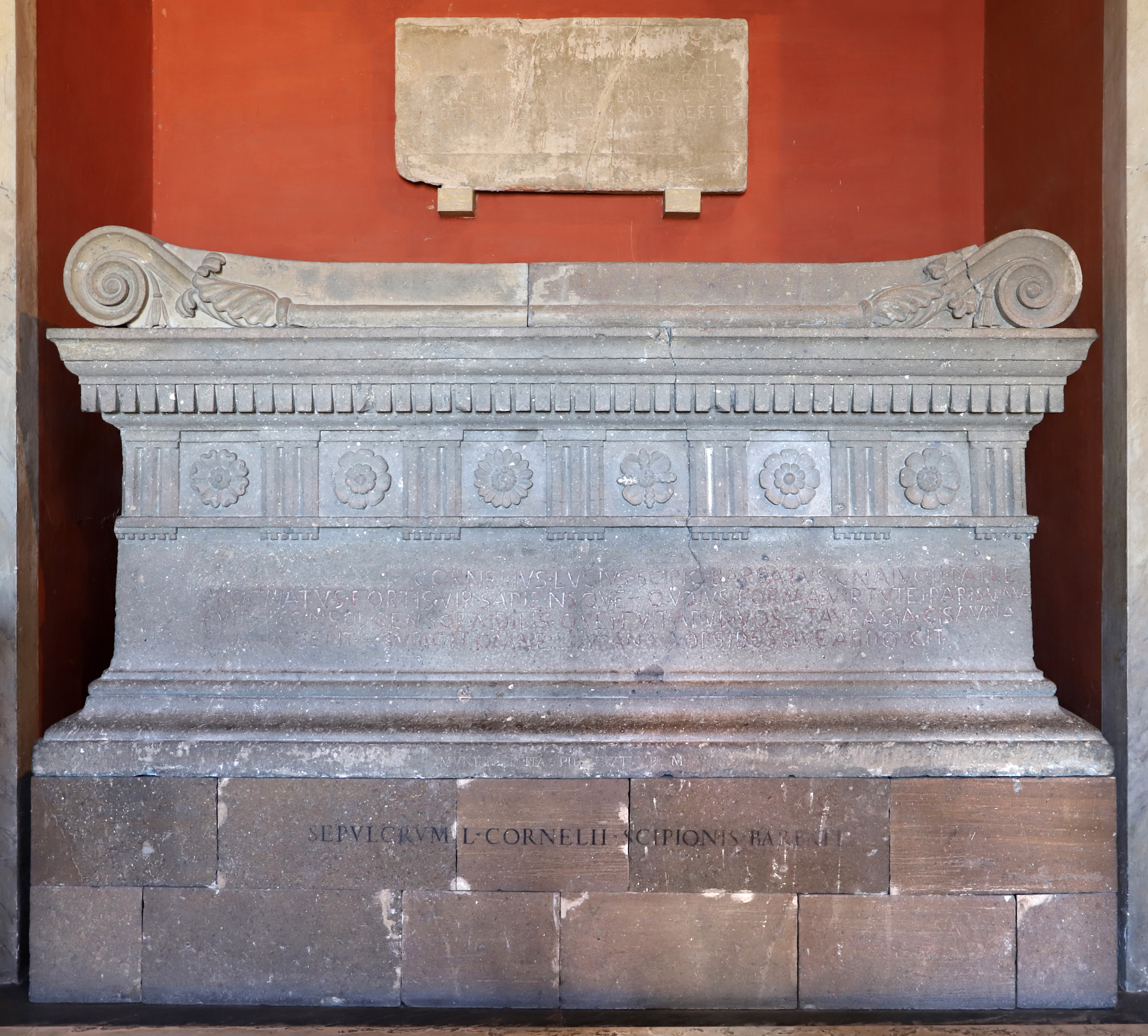
Саркофаг Луція Корнелія Сципіона Барбата з елогіями в

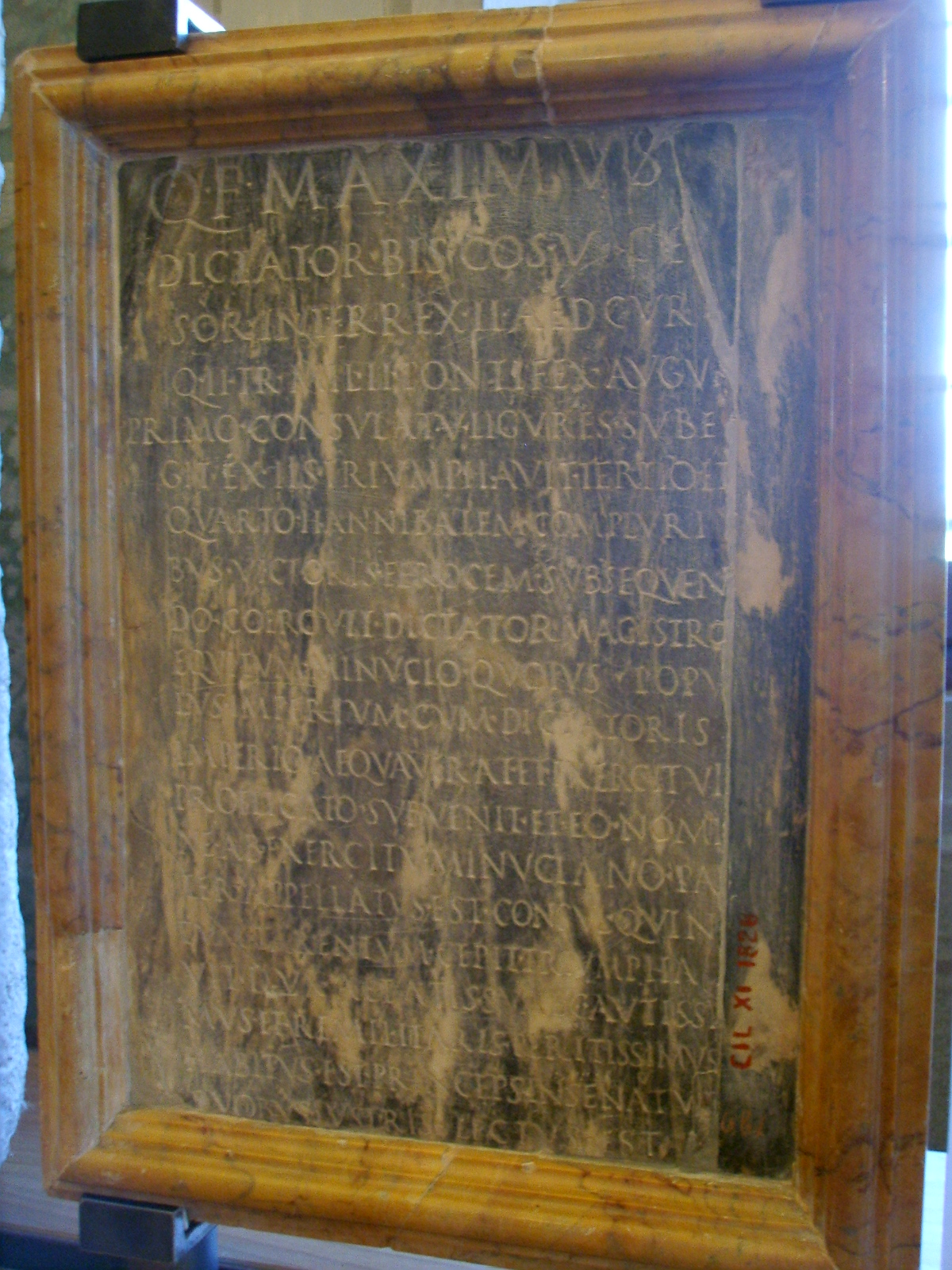
Елогії Квінта Фабія Максима Веррукоза (203 до н. е.)

Елогій або Елогіум (лат. elogium, множина elogia) — первісно це був поховальний надпис на честь померлої людини, який розміщувався на гробницях, зображеннях предків або статуях Стародавнього Риму.
В імперський період елогій став літературним жанром: тексти збирали Марк Теренцій Варрон і Тит Помпоній Аттік, а написання елогії про відомих померлих стало популярною риторичною вправою.

## Походження терміна
У ХІХ ст. деякі дослідники вважали, що назва «Елогій» походить від давньогрецького імені «Елегій» (дав.-гр. ἐλεγεῖον), однак, насправді, римський звичай не мав нічого спільного з цим грецьким ім'ям. А походить термін від лат. eligere (вибирати) і означає, насамперед, історичні написи про знатні давньоримські роди, які мали в своєму генеалогічному дереві представників, що обіймали високі посади у курульній магістратурі.

## Історія
Первісно елогії писали на гробницях, найбільш ранніми відомими елогіями є надписи, що виявлені на саркофазі Луція Корнелія Сципіона Барбата, консула Римської республіки, який помер у 270 до н. е. Згодом ними підписували зображеннях предків, пам'ятники у храмах, статуї. Багато подібних надписів зібрав всесвітньовідомий німецький історик Теодор Моммзен.
Під час свого правління, імператор Октавіан Август наказав виставити у Римі на названому на його честь форумі статуї знаменитих римлян минулого, починаючи з Енея і Ромула, та підписати їх елогіями, з яких одна, на Марія, збереглася. Згодом подібні статуї виставлялися і в інших містах, зокрема, в Ареццо і Помпеях, де знайдено подібні елогії.